# Mogas 90 FC
Mogas 90 FC is een voetbalclub uit Cotonou, Benin.

## Erelijst
Landskampioen
1996, 1997, 2006
Beker van Benin
winnaar in 1991, 1992, 1994, 1995, 1998, 1999, 2000, 2003, 2004, 2012

## Bekende spelers
- Jocelyn Ahouéya
- Moustapha Agnidé